# استان هیوگو

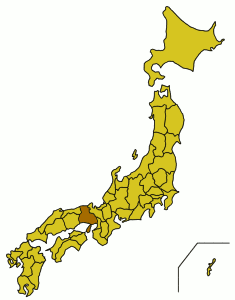
استان هیوگو، ژاپن.

استان هیوگو (به ژاپنی: 兵庫県، آوانویسی: هیُگوکِن) یکی از استان‌های کشور ژاپن است.
این استان در ناحیهٔ کانسای (کینکی) در جزیرهٔ هونشو واقع شده.
مرکز استان هیوگو، شهر کوبه است.
این استان از ادغام سه استان قدیمی هاریما، تاجیما، آواجی و بخش‌هایی از استان تامبا و ستسو تشکیل شده‌است.

## نگارخانه

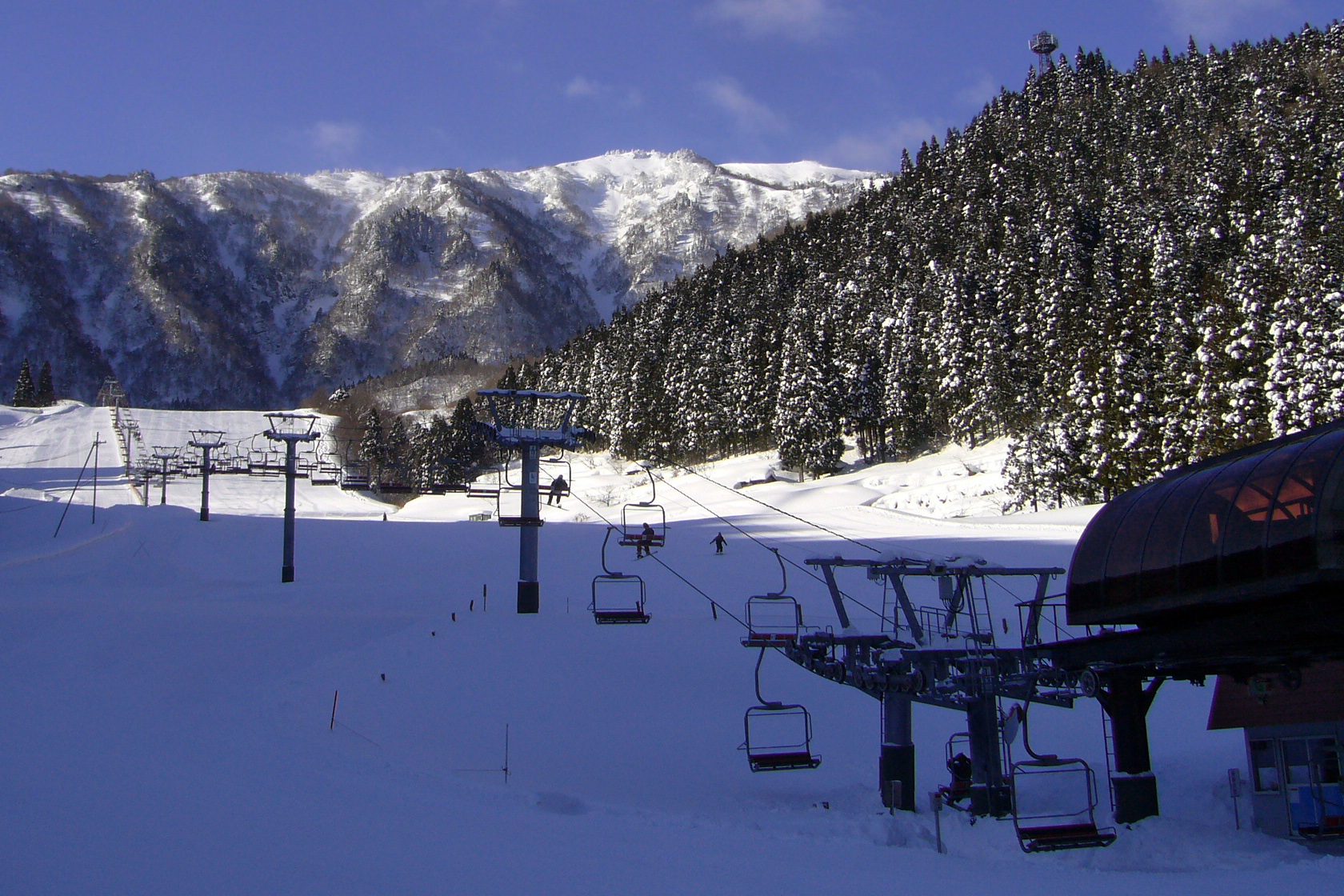
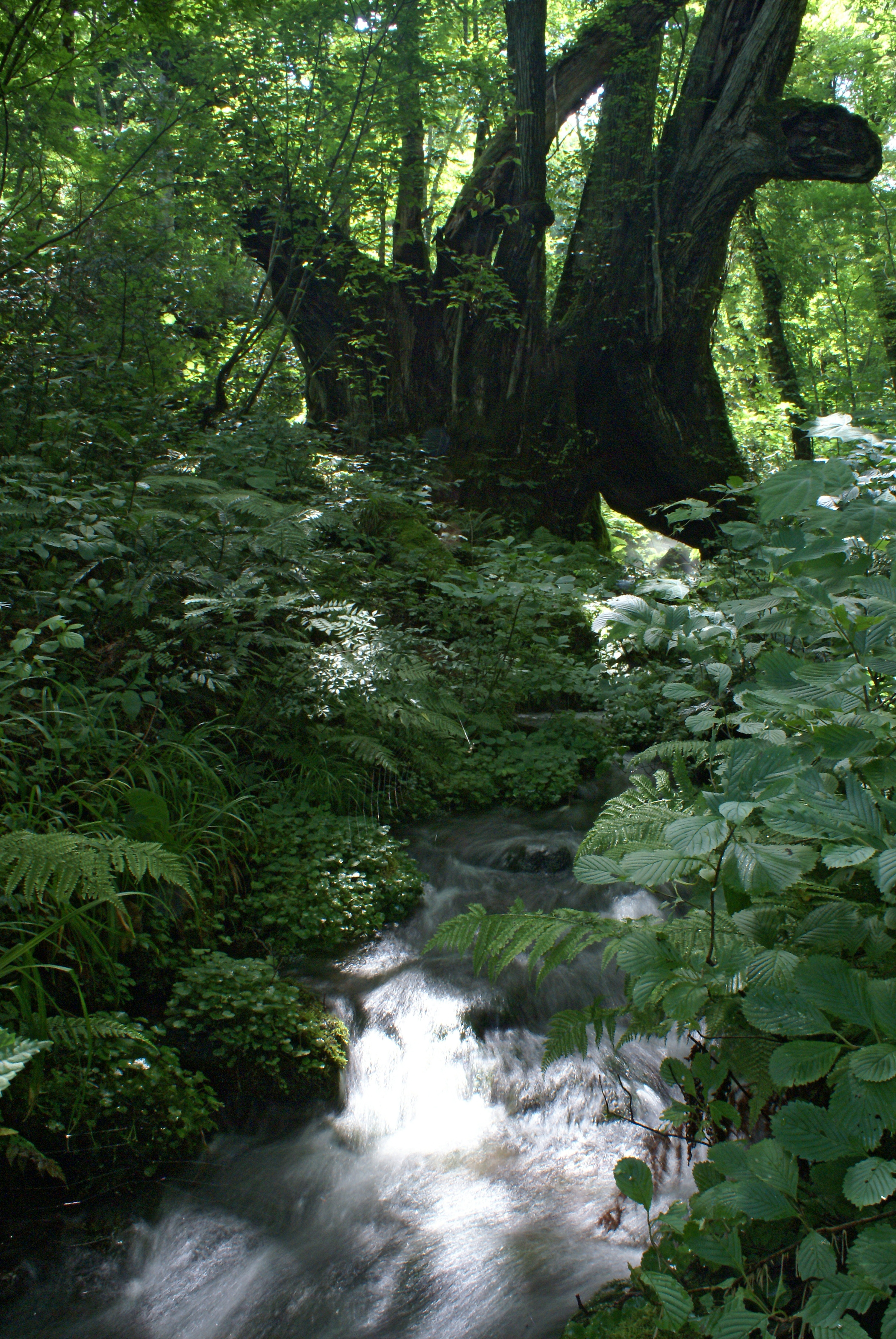
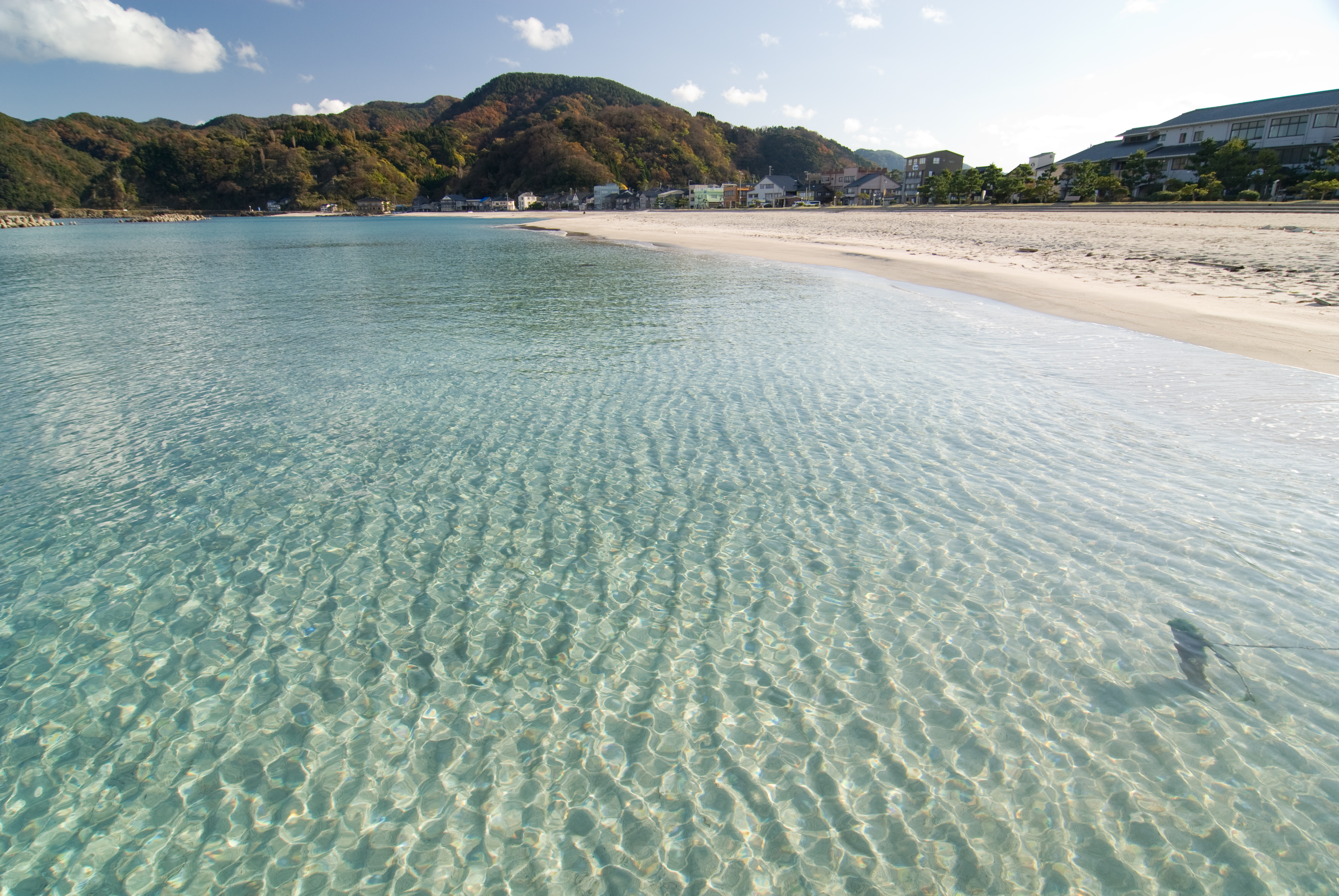
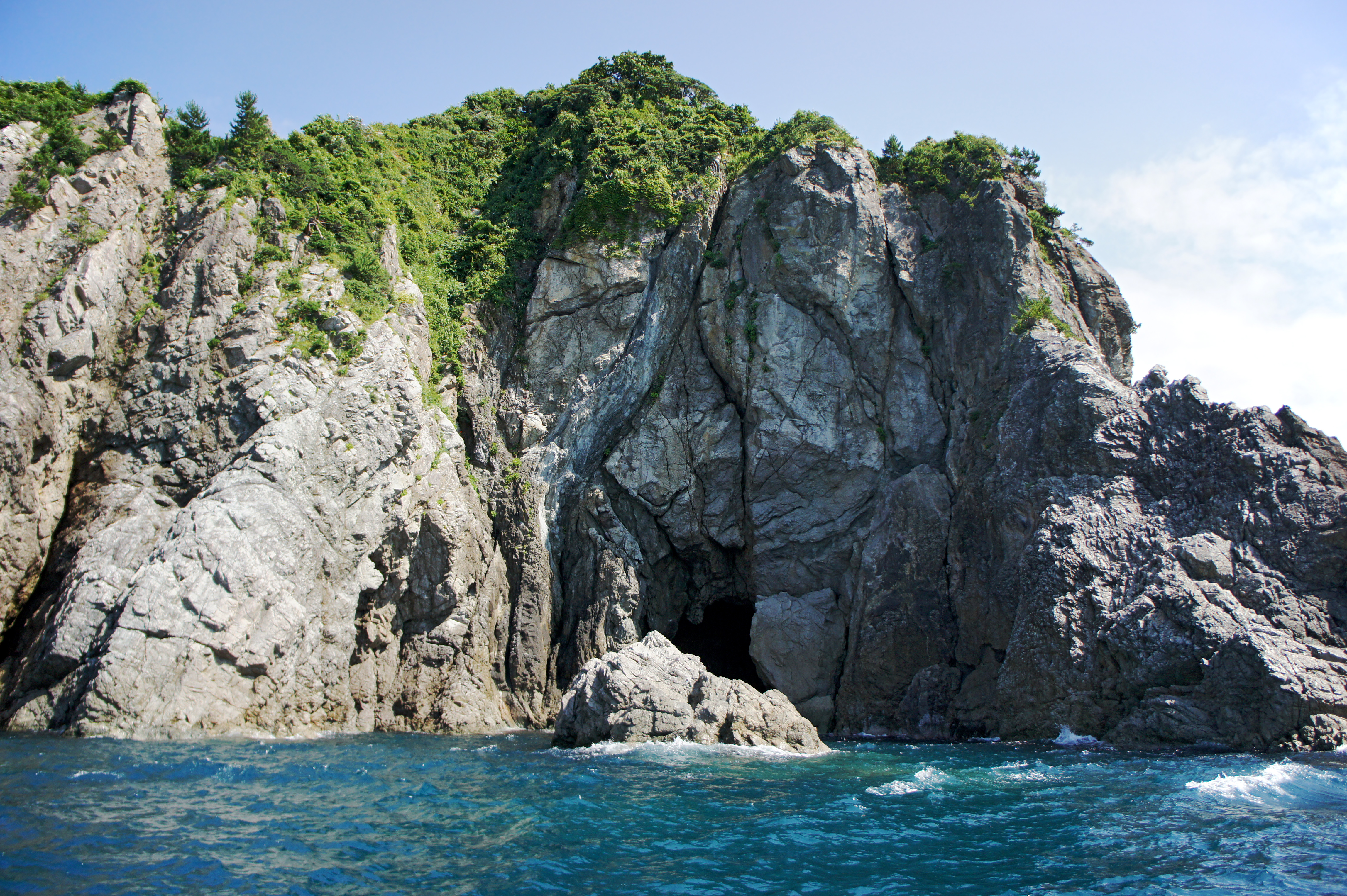